# Michael Ebmeyer

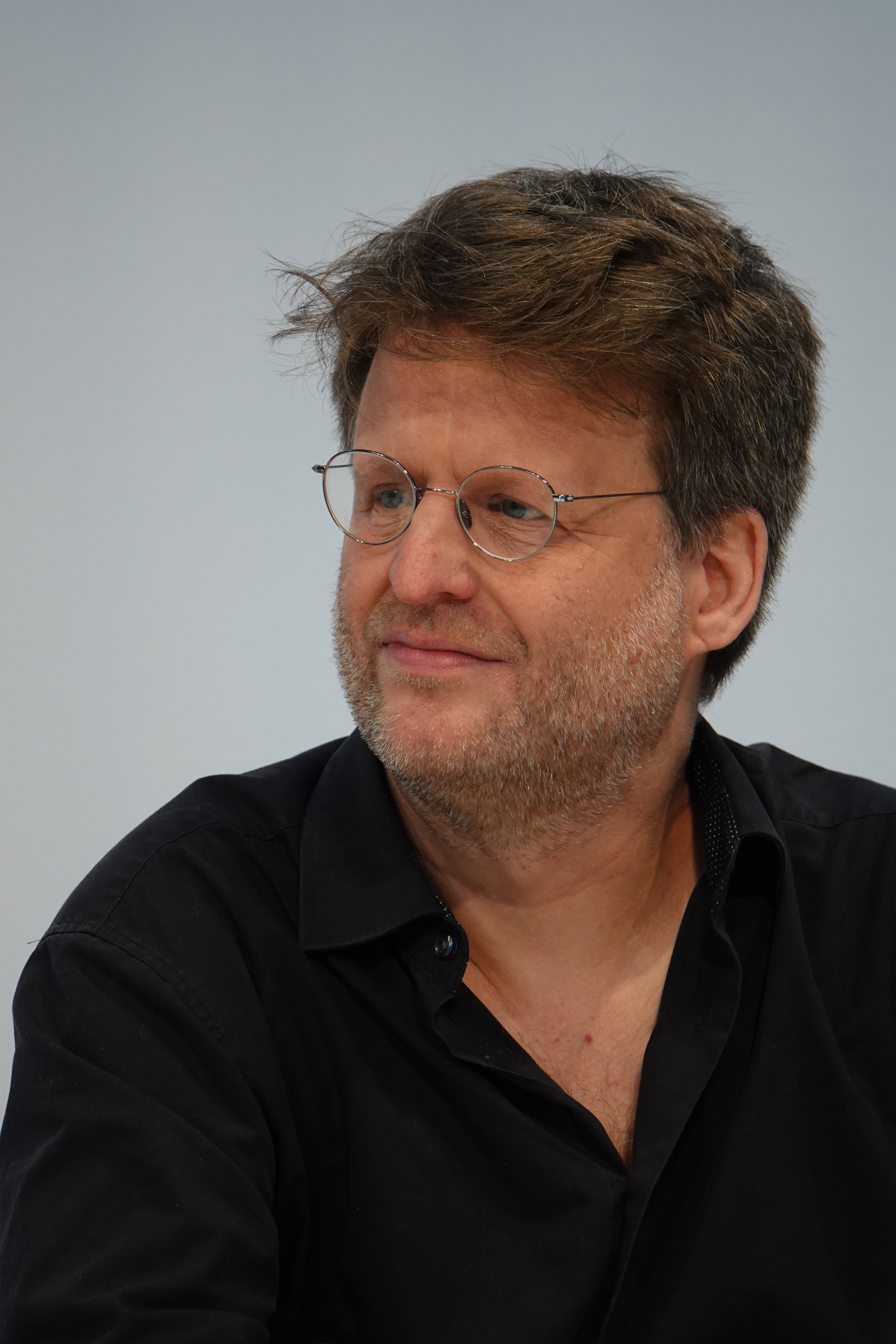
Michael Ebmeyer 2024

Michael Ebmeyer (* 10. Januar 1973 in Bonn) ist ein deutscher Schriftsteller, Journalist und Übersetzer.

## Leben
Ebmeyer wuchs in Bielefeld auf, studierte von 1992 bis 1998 Komparatistik, Anglistik und Empirische Kulturwissenschaft in Tübingen und Barcelona. Nach dem Studium arbeitete er zunächst als wissenschaftlicher Assistent für Komparatistik an der Universität Tübingen sowie als Comedy-Redakteur beim Tübinger freien Lokalradio Wüste Welle. Seit 2001 lebt Ebmeyer in Berlin.

## Schriftstellerische Tätigkeit
Nachdem er schon 1996 Beiträge in den Zeitschriften Titanic und Agonie veröffentlicht hatte, debütierte er im Jahr 2001 als Schriftsteller mit dem Erzählband Henry Silber geht zu Ende. Seither hat er unter anderem die Romane Plüsch, Achter Achter, Der Neuling und Landungen, aber auch Sachbücher wie die Gebrauchsanweisung für Katalonien verfasst.
Ebmeyer ist Mitglied der literarisch-musikalischen Gruppe „Fön“, zusammen mit den Autoren Tilman Rammstedt und Florian Werner und dem Musiker Bruno Franceschini. Von 2005 bis 2008 schrieb Ebmeyer Kolumnen für das Magazin Neon. Sein Roman Der Neuling ist die Vorlage für die Filmkomödie Ausgerechnet Sibirien, zu der Ebmeyer gemeinsam mit Minu Barati das Drehbuch verfasste.
Seit 2015 veröffentlicht Michael Ebmeyer in unregelmäßigen Abständen kürzere Essays bei Freitext auf Zeit Online. Seine Themenschwerpunkte dabei sind das Lachen, die Propagandastrategien der Neuen Rechten, der Zustand der deutschen Linken, die katalanische Unabhängigkeitsbewegung sowie aktuelle politische Entwicklungen in Lateinamerika, vor allem in Bolivien. Als Moderator und Dolmetscher gestaltete er zweisprachige Lesungen und Diskussionsveranstaltungen unter anderem mit Jordi Puntí, Pep Guardiola und Lluís Llach. Für diverse Verlage, Medien und Museen übersetzt Ebmeyer aus dem Englischen, Spanischen und Katalanischen.

## Mitwirkung bei Politikerbüchern
Ebmeyer ist Co-Autor mehrerer Bücher von Politikern, darunter Heiko Maas’ Buch Aufstehen statt wegducken. Eine Strategie gegen Rechts (2017) und Stephan A. Jansens Die Befreiung der Bildung (2018). 2021 erschien das Buch Jetzt. Wie wir unser Land erneuern (2021), für das er Gespräche mit Grünen-Kanzlerkandidatin Annalena Baerbock führte. Nach Plagiatsvorwürfen zog der Ullstein Verlag das Buch aus dem Handel zurück.

## Werke
- Henry Silber geht zu Ende. Erzählungen. Kiepenheuer & Witsch, Köln 2001, ISBN 3-462-02995-9.[9]
- Plüsch. Roman. Kiepenheuer & Witsch, Köln 2002, ISBN 3-462-03386-7.
- Achter Achter. Roman. Kiepenheuer & Witsch, Köln 2005, ISBN 3-462-03627-0.
- Gebrauchsanweisung für Katalonien. Reisebuch. Piper, München 2007, ISBN 978-3-492-27553-8.
- Der Neuling. Roman. Kein & Aber, Zürich 2009, ISBN 978-3-0369-5532-2.
- Landungen. Roman. Kein & Aber, Zürich 2010, ISBN 978-3-0369-5570-4.[10]
- Das Spiel mit Schwarz-Rot-Gold. Über Fußball und Flaggenfieber. Sachbuch. Kein & Aber, Zürich 2014, ISBN 978-3-0369-5697-8.
- Nonbinär ist die Rettung – Ein Plädoyer für subversives Denken. Carl-Auer Verlag, Heidelberg 2023, ISBN 978-3-8497-0507-7.

Mit Fön
- K.L. McCoy: Mein Leben als Fön. Abenteuerroman, kollektiv verfasst. Piper, München 2004, ISBN 3-492-27079-4.
- Wir haben Zeit. Audio-CD. Traumton (Indigo), 2004.
- Ein bisschen plötzlich. Audio-CD. Traumton (Indigo), 2007.

Drehbuch
- 2012: Ausgerechnet Sibirien.

Als Co-Autor
- mit Heiko Maas: Aufstehen statt wegducken. Eine Strategie gegen Rechts. Piper, München 2017, ISBN 978-3-492-05841-4.
- mit Stephan A. Jansen: Die Befreiung der Bildung. Nicolai, Berlin 2018, ISBN 978-3-96476-001-2.

Als Übersetzer
- J. H. Fraser, M. Vishniac-Kohn, A. Pomerance (Hrsg.): Roman Vishniacs Berlin. Aus dem Englischen von Michael Ebmeyer. Nicolai, Berlin 2005, ISBN 3-89479-256-6.
- Jordi Puntí: Die irren Fahrten des Gabriel Delacruz. Roman. Aus dem Katalanischen von Michael Ebmeyer. Kiepenheuer & Witsch, Köln 2013, ISBN 978-3-462-04523-9.
- Néstor Mendoza: Sprengkopf. Gedichte. Aus dem venezolanischen Spanisch von Michael Ebmeyer. hochroth, Heidelberg 2020, ISBN 978-3-903182-52-3.
- Jordi Puntí: Messi. Eine Stilkunde. Aus dem Katalanischen von Michael Ebmeyer. Kunstmann, München 2020, ISBN 978-3-95614-361-8.
- Rery Maldonado Galarza: Chaosforschung. Gedichte. Aus dem bolivianischen Spanisch von Michael Ebmeyer. hochroth, Heidelberg 2020, ISBN 978-3-903182-66-0.
- Najat El Hachmi: Eine fremde Tochter. Roman. Aus dem Katalanischen von Michael Ebmeyer. Orlanda, Berlin 2020, ISBN 978-3-944666-65-5.
- Jesús Ortega: Der Nagel an der Wand. Kurzgeschichten. Aus dem Spanischen von Michael Ebmeyer. hochroth, Heidelberg 2021, ISBN 978-3-903182-71-4.
- Humberto Quino: Jemand anders sein und es nicht wissen / Como ser otro y no saberlo. Gedichte. Aus dem bolivianischen Spanisch von Michael Ebmeyer. hochroth, Heidelberg 2021, ISBN 978-3-903182-88-2.
- Najat El Hachmi: Am Montag werden sie uns lieben. Roman. Aus dem Katalanischen von Michael Ebmeyer. Orlanda, Berlin 2022, ISBN 978-3-949545-00-9
- Juan Carlos Friebe: Antagonie: Naturgeschichte eines Herzens. Gedichte. Aus dem Spanischen von Michael Ebmeyer. hochroth, Heidelberg 2022. ISBN 978-3-949850-05-9
- Najat El Hachmi: Wir wollen die ganze Freiheit! Über Feminismus und Identität. Aus dem Katalanischen von Michael Ebmeyer. Orlanda, Berlin 2023. ISBN 978-3-949545-34-4

Mitarbeit an
- Annalena Baerbock: Jetzt. Wie wir unser Land erneuern. Ullstein, Berlin 2021, ISBN 978-3-550-20190-5.